# Prison de Berrouaghia
La prison de Berrouaghia est un établissement pénitentiaire algérien situé sur le territoire de la commune de Berrouaghia, dans la wilaya de Médéa. Créée en 1914, la prison renferme actuellement des hommes condamnés à des peines de longue durée, et notamment des terroristes.

## Histoire
La prison n'est au début qu'un poste fortifié fondé en 1853 par l'administration coloniale française. À partir de 1914, il est transformé en « pénitencier agricole », dont les détenus algériens servent de main-d’œuvre bon marché pour l'exploitation des fermes coloniales françaises s'étant développées dans les environs,.
La prison se « spécialise » ensuite dans les prisonniers politiques. Des révolutionnaires algériens y sont incarcérés, certains subissant mauvais traitements et tortures,. Des soldats du refus, opposés à la guerre d'Algérie, y sont également emprisonnés. Les mauvais traitements, les conditions d'hygiène et d'alimentation et l'absence ou la mauvaise qualité des soins sont dénoncés dans la presse,.
Après l'indépendance, dans les années 1970 et 1980, le pénitencier accueil des opposants politiques, tels que des figures du Printemps berbère (Saïd Sadi, Abdennour Ali Yahia, Ferhat Mehenni) ou des fondamentalistes (Mahfoud Nahnah, Ali Benhadj, Abassi Madani). La prison accueille par la suite de nombreuses personnes condamnées pour terrorisme.
Le 13 novembre 1994, une mutinerie se produit parmi les détenus et est violemment réprimée par le Groupe d’intervention rapide (GIR) de la gendarmerie, faisant officiellement 49 morts et des centaines de blessés, bien que le nombre de morts fasse encore débat. Cet évènement provoqua une vive émotion en Algérie et dans le monde, mais aucun fonctionnaire ne fut condamné, et la lumière ne fut pas faite sur les circonstances du drame,.

## Vie des détenus
De nos jours, la prison de Berrouaghia est devenue un « centre de rééducation pénitentiaire », où de nombreux programmes de réinsertion sont proposés pour permettre aux détenus de suivre des formations ou d'obtenir des diplômes (Bac, DEA, etc.).
La prison dispose également d'une bibliothèque contenant des livres de natures diverses, ainsi que d'une ferme agricole, s'étendant sur 18 hectares, où les « prisonniers exemplaires » peuvent travailler afin de bénéficier d'une semi-liberté et d'un salaire (3 000 DA par mois en 2004).

## Détenus célèbres
- Saïd Sadi
- Ali Yahia Abdennour
- Ferhat Mehenni
- Ali Fawzi Rebaine (1983-1984)
- Nordine Aït-Hamouda (1985)
- Mahfoud Nahnah
- Ali Benhadj
- Abassi Madani
- Alban Liechti

## Dans la culture populaire
Le groupe kabyle engagé Ideflawen a dédié une chanson, intitulée Berrouaghia, aux prisonniers du printemps berbère d'avril 1980 ayant séjourné dans cette prison. La chanson a été écrite par Mohya.